# 볼가 독일인

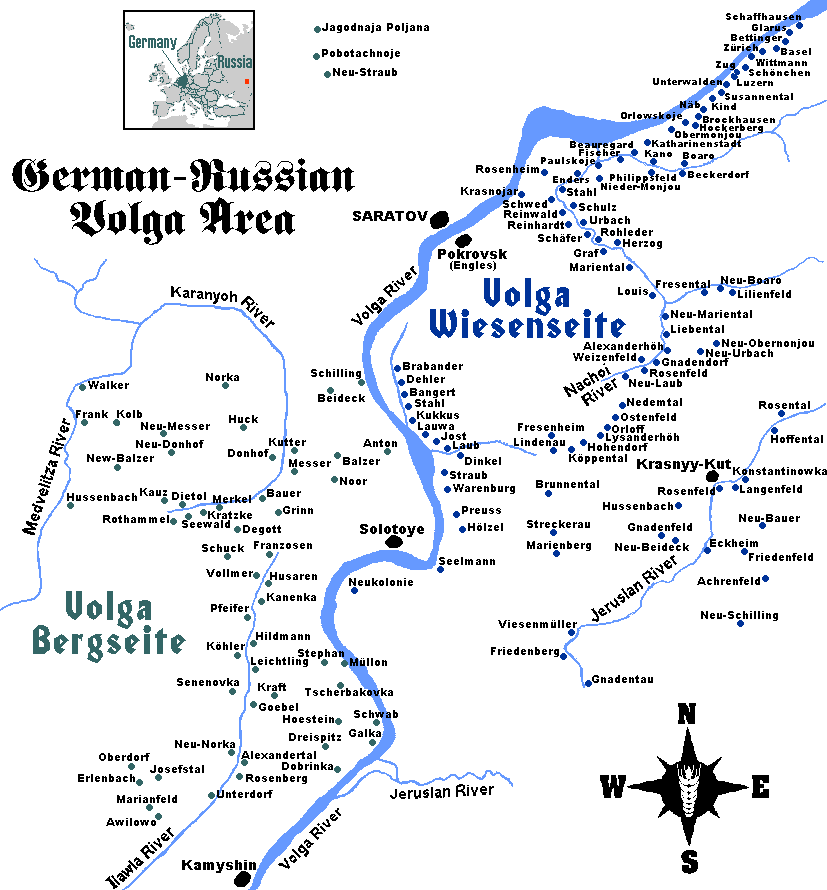
볼가강 유역의 독일인 정착지들

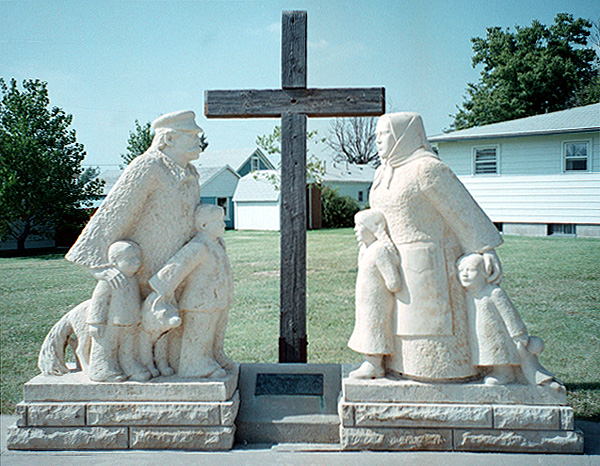
미국 캔자스주 빅토리아에 있는 볼가 독일인 개척자 가족 기념조각

볼가 독일인(독일어: Wolgadeutsche, 러시아어: пово́лжские не́мцы)들은 러시아의 볼가강 하류 지역과 남부의 사라토프에 거주하면서 독일어를 쓰고, 독일 문화를 보존했던 주민들을 말한다. 이들은 주로 개신교와 가톨릭을 신봉하였다. 19세기와 20세기 초 많은 볼가 독일인들은 미국, 캐나다, 남아메리카 (주로 아르헨티나와 브라질), 다른 국가로 이민을 떠났다.
볼가 독일인들은 1941년 제2차 세계 대전 당시 나치 독일이 소련을 침공한 이후, 소련 정부에게 나치의 잠재적 협력자로 몰려 대대적인 숙청을 당했다. 전후 소련은 독일계 주민들을 서쪽으로 쫓아냈으며, 1980년대 말에 많은 독일계 주민들이 소련을 떠나 독일로 이주하였다.

## 구 소련의 볼가 독일인들
1941년 6월 22일, 독일이 소련을 침략한 이후, 스탈린은 볼가 독일인 전체를 굴라그로 보내는 조치를 취했다. 소련의 후방에서 침략자 독일군을 지원할 수 있는 잠재적인 적이 될 수 있다는 이유 때문이었다. 볼가 독일인들이 실제로 어떤 행동을 취한 것은 없었지만, 스탈린은 단지 독일계라는 이유로 대대적인 숙청을 감행하였다.

## 볼가 독일인의 현황
그들은 스탈린의 대숙청 이후, 볼가지역으로 돌아오지 않았다. 그들은 우랄산맥, 시베리아, 카자흐(오늘날 카자흐스탄 인구의 2%인 약 30만 명이 독일계), 키르기스, 우즈베크에 정착했다. 전쟁 후 수십 년 만에 일부는 독일인 자치공화국이 있던 곳으로 돌아갈 것을 주장하기도 했으나 추진 동기(動機)를 얻지 못해 실패했다.
1980년대 말부터 많은 볼가 독일인들이 독일로 돌아갔으나, 현지에 대한 부적응 등이 문제가 되어 1990년대 말부터 독일 정부는 그들의 귀환을 까다롭게 하고 있다.
오늘날, (2002년의 러시아 정부 센서스에 따르면) 러시아 내에는 60만 명의 독일계 주민이 살고 있다. 러시아의 알타이 지방에는 네메츠키 나치오날니 군이 있는데, 주민 2만여 명 중 90% 정도가 독일계다.

### 아메리카의 볼가 독일인들
러시아에서 북아메리카로 이주한 볼가 독일인들은 미국과 캐나다, 그레인트플레인스 지역에 정착했다. 주로 앨버타주, 동콜로라도주, 캔자스주, 매니토바주, 미네소타주, 동몬태나주, 네브래스카주, 노스다코타주, 사우스다코타주, 서스캐처원주에 거주한다.
남아메리카로 이주한 경우도 있으며 주로 아르헨티나와 브라질에 거주하고 있다.

## 같이 보기
- 볼가 독일인 소비에트 사회주의 자치 공화국
- 발트 독일인
- 흑해 독일인
- 카르파티아 독일인
- 다뉴브 스와비아인
- 트란실바니아 작센인
- 볼히니아
- 게오르크 라이브란트